# 2022 w sztukach plastycznych
Wydarzenia w sztukach plastycznych i wizualnych w 2022 roku.

## Wydarzenia
- Odbyła się 15. edycja festiwalu documenta w Kassel[1]

## Nagrody
- Nagroda im. Katarzyny Kobro – Elżbieta Jabłońska[2]

## Zmarli
- 18 lipca – Claes Oldenburg (ur. 1929), amerykański rzeźbiarz pochodzenia szwedzkiego
- 22 lipca - Emilie Benes Brzezinski (ur. 1932), amerykańska rzeźbiarka
- 12 sierpnia – Natalia LL (ur. 1937), polska artystka intermedialna
- 14 sierpnia - Stefan Gierowski (ur. 1925), polski artysta